# Wendy van der Zanden
Wendy van der Zanden (Moergestel, 20 giugno 1988) è una nuotatrice olandese.

## Palmares
- Europei

Berlino 2014: argento nella 4x100m misti mista.